# Maracandula apicalis
Maracandula apicalis är en insektsart som först beskrevs av Banks 1901.  Maracandula apicalis ingår i släktet Maracandula och familjen myrlejonsländor. Inga underarter finns listade i Catalogue of Life.